# Leptonectes
Leptonectes is een geslacht van uitgestorven ichthyosauriërs, bekend van vondsten uit Engeland.

## Naamgeving
In 1822 benoemde William Conybeare een Ichthyosaurus tenuirostris als een van de eerste vier ichthyosaurussoorten die hij een naam gaf. De soortaanduiding betekent 'met een tengere snuit'. Het type-exemplaar is later vermoedelijk verloren gegaan.

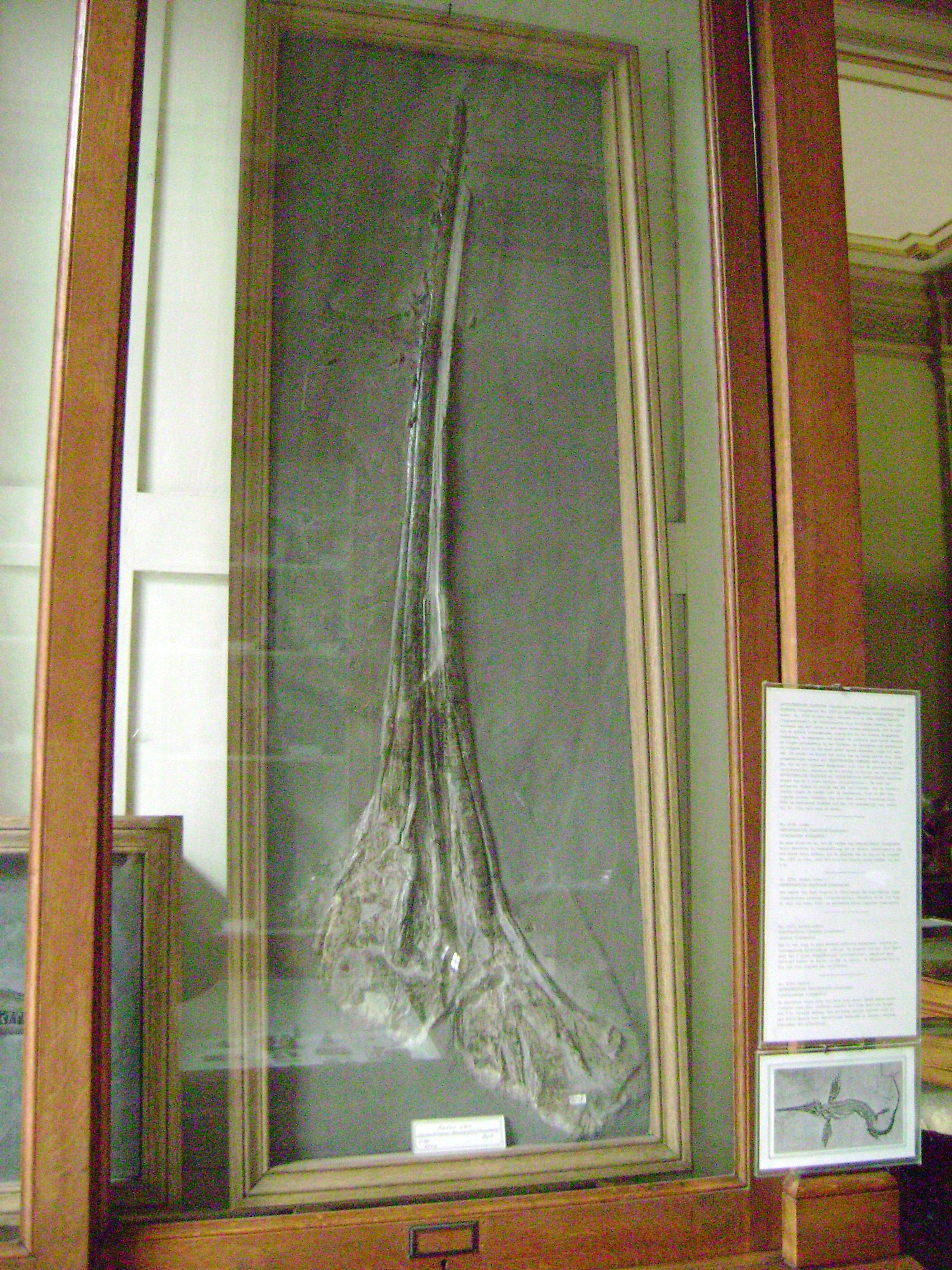
Een toegewezen exemplaar in het Teylers Museum

In 1922 benoemde Friedrich von Huene een apart geslacht Leptopterygius, de 'smalvleugel'. Von Huene bracht verschillende andere soorten bij het geslacht onder: in 1922 de elf soorten Leptopterygius latifrons, Leptopterygius amalthei, Leptopterygius numismalis, Leptopterygius margaritatus, Leptopterygius integer,  Leptopterygius acutirostris, Leptopterygius trigonodon, Leptopterygius lonchiodon, Leptopterygius platyodon, Leptopterygius carinatus en Leptopterygius rheticus, in 1926 Leptopterygius disinteger, in 1927 Leptopterygius leucopetraceus en 1931 Leptopterygius nuertingensis, dus in totaal veertien extra. Geen van die soorten had veel met de typesoort van doen en ook onderling waren de vormen, meestal gebaseerd op slecht materiaal, niet bewijsbaar aan elkaar verwant. Wat ze deelden was een smalle snuit of smalle vinnen. Het geslacht kreeg in de literatuur weinig aandacht.

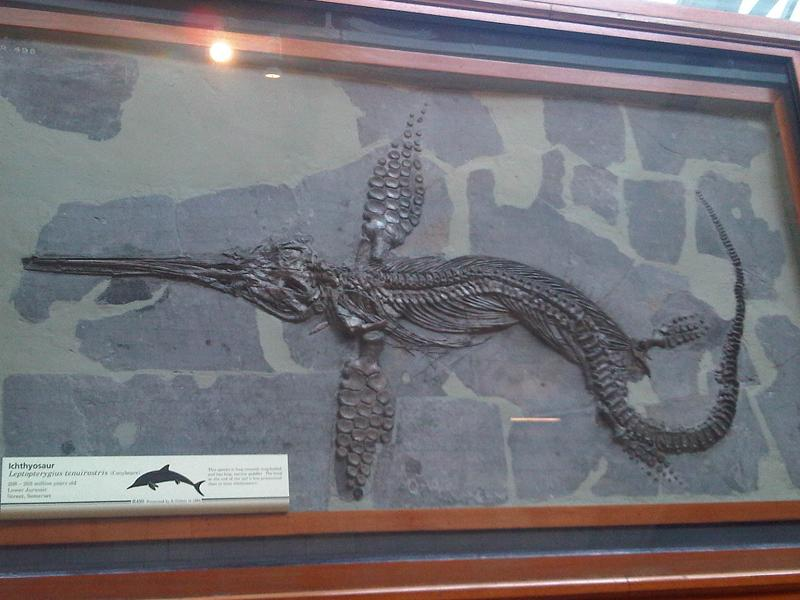
Leptonectes tenuirostris

In 1979 gaf Robert Milsom Appleby de eerste moderne beschrijving, concluderend dat L. tenuirostris de enige geldige soort was. Hetzelfde jaar meende Christopher McGowan dat de soort weer bij Ichthyosaurus moest worden ingedeeld en dat alleen Leptopterygius burgundiae geldig was. Hij gaf een herziene diagnose gebaseerd op die soort. In 1989 veranderde McGowan weer van mening en beperkte het geslacht alsnog tot de typesoort, beseffend dat een nieuwe revisie noodzakelijk was. Ben Creisler maakte Christopher McGowan erop attent dat de naam Leptopterygius al bezet was door de schildvis Leptopterygius coccoi Troschel 1860. In 1996 gaf McGowan de vervangingsnaam Leptonectes. Deze geslachtsnaam is een combinatie van het Oudgrieks λεπτός, leptós, 'slank', en νηκτής, nèktès, 'zwemmer'.
Voor Leptonectes tenuirostris is het neotype IGS 51236 aangewezen, een skelet. Veel andere specimina zijn toegewezen. Ze komen uit de Lias van Dorset, vooral uit de lagen bij Street. Die stammen van de grens tussen het Trias en de Jura, Hettangien-Sinemurien. Verder zijn er resten gemeld die een stuk jonger zijn, uit het Pliensbachien van België, Duitsland, Zwitserland en Spanje.
McGowan hernoemde zijn Leptopterygius solei uit 1993 tot een tweede soort Leptonectes solei. De soortaanduiding eert de ontdekker van de twee gevonden skeletten, de in Engeland befaamde amateurpaleontoloog David Sole. Het holotype is BRSMG Ce 9856, een skelet gevonden op de westelijke helling van de klif van Stonebarrow, ten oosten van het punt waar de Char de kust van Lyme Regis doorbreekt. Het tweede specimen is MHN 96270. Sole borg en prepareerde de exemplaren zelf met de bedoeling ze te verkopen. Daarbij werden ze vrij sterk gerestaureerd wat het lastig maakt te bepalen wat nu de authentieke kenmerken zijn.
In 1999 benoemde McGowan samen met Angela Milner een derde soort: Leptonectes moorei. De soortaanduiding eert Chris Moore die het holotype BMNH R 14370 in januari 1995 ontdekte op de foreshore, dus aan de voet van de kliffen, ten westen van Seatown in Dorset.

## Beschrijving

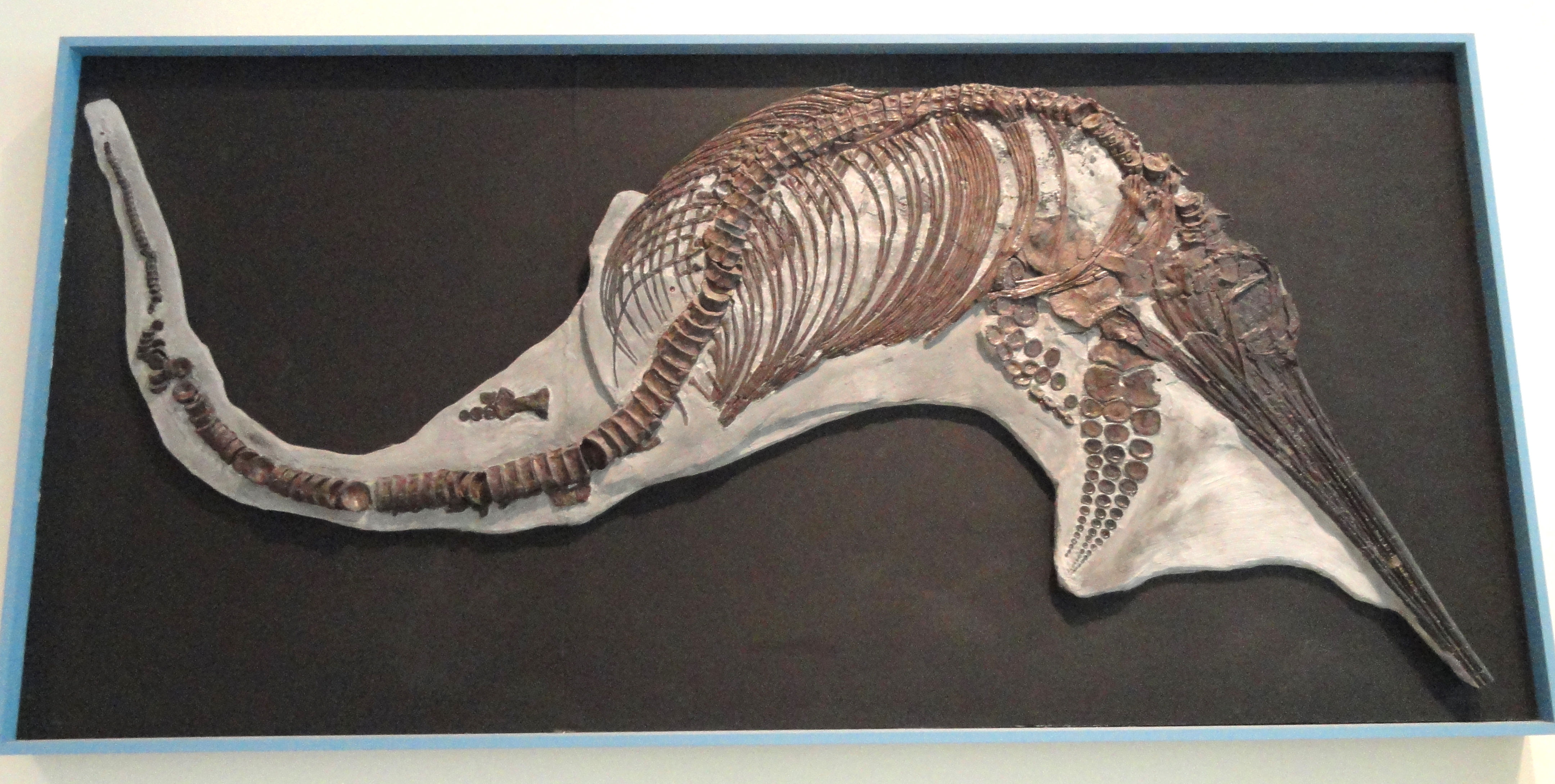
Een exemplaar uit Lyme Regis

De meeste exemplaren van Leptonectes tenuirostris zijn vrij klein, met een lengte van twee tot drie meter. Een enkel exemplaar bereikt vier meter. L. solei is een stuk forser. Het holotype daarvan is ruim zeven meter met een schedellengte van 1585 millimeter.

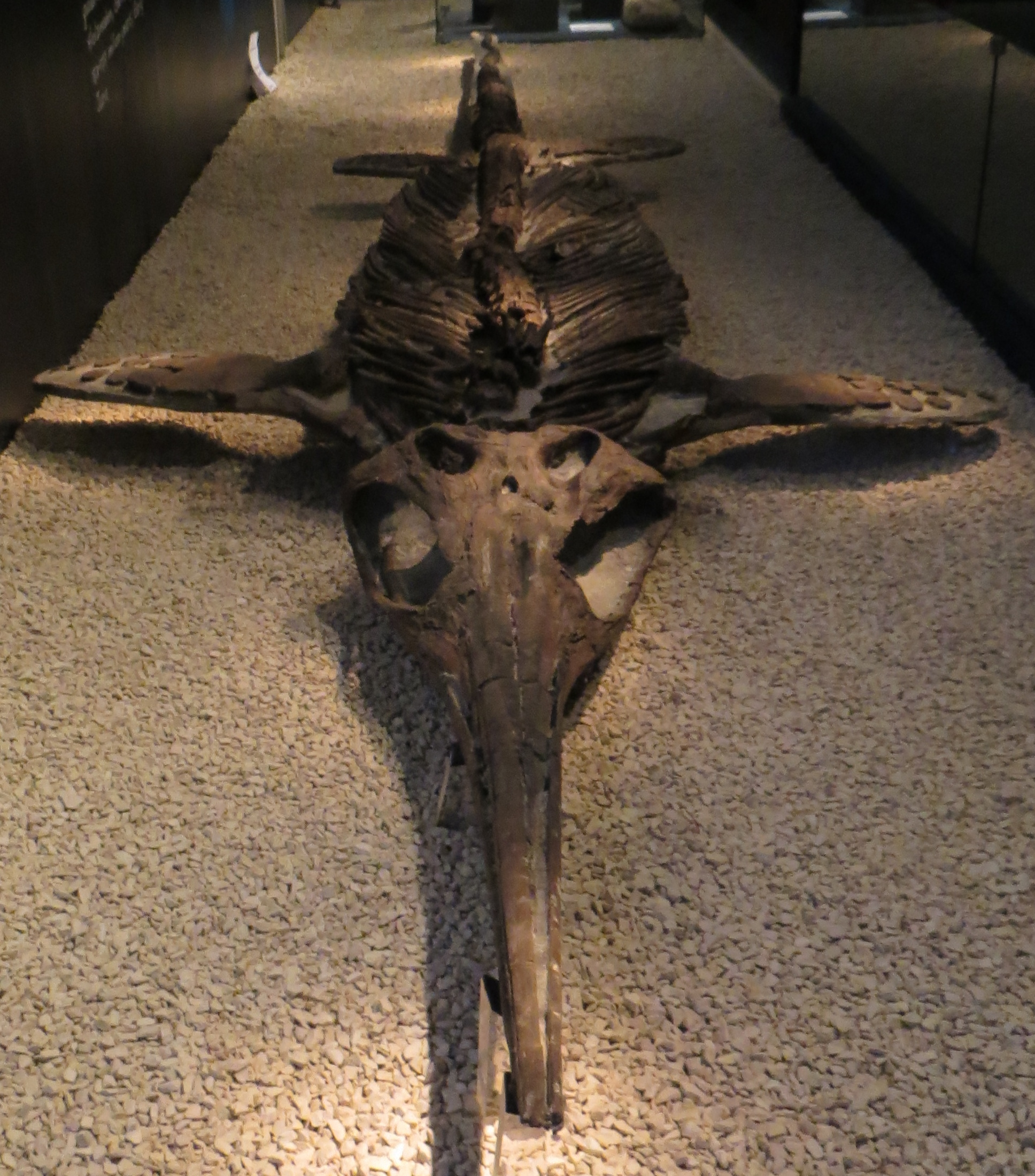
Een exemplaar in het Museon

In 1996 gaf McGowan een diagnose van het geslacht als zodanig. Het opperarmbeen heeft een ingesnoerde schacht en is aan het onderste uiteinde wijd verbreed met een opvallend facet op de voorrand voor het contact met het extra bot in de onderarm. De voorvin heeft minder dan vijf vingers. De vingerkootjes zijn relatief groot en liggen naar het uiteinde duidelijk uit elkaar. Snuit en onderkaken zijn slank. De oogkas is groot en beslaat het merendeel van de schedel achter de snuit. De tanden zijn slank en vaak relatief klein, vooral in grote individuen. Het bekken bestaat nog uit drie delen maar schaambeen en zitbeen zijn soms gedeeltelijk vergroeid. Het aantal presacrale wervels ligt hoger dan vierenveertig en kan hoger dan vijftig liggen. In omvang gaat het om middelgrote tot grote ichthyosauriërs maar de onderkaaklengte ligt steeds onder één meter.
Leptonectes tenuirostris onderscheidt zich door een extreem lange en smalle snuit, vooral bij de specimina BMNH 2009 en BMNH 36182, en een diep ingekeept spaakbeen. Tussen spaakbeen en ellepijp bevindt zich meestal een opening, een basaal kenmerk. De meeste toegewezen specimina tonen deze kenmerken. Ze zijn talrijker dan Ichthyosaurus communis maar bestaan zelden uit volledige skeletten, wat een van de redenen was voor de taxonomische verwarring in het verleden. De snuit beslaat eenenzeventig tot zesenzeventig procent van de schedellengte. Veel van die lengte, meer dan tweeënveertig procent, wordt door de praemaxilla ingenomen want het bovenkaaksbeen is maar klein. Bij oudere dieren nemen de tanden af in aantal en relatieve grootte. De tanden hebben een opvallend glad oppervlak. De oogkas neemt minder dan een kwart van de lengte voor zijn rekening. De fenestra temporalis, het slaapvenster, is relatief klein. Het aantal presacrale wervels ligt tussen de vijfenveertig en achtenveertig. De staart telt het hoge aantal van vijfentachtig wervels. De knik aan het uiteinde die de onderste lob van de staartvin ondersteunt, ligt tamelijk achteraan. De hyperdactylie, extra vingers of tenen, en hyperfalangie, extra kootjes, zijn beperkt. Er zijn typisch maar vier vingers waarneembaar en de langste vinger telt niet meer dan vijftien kootjes.
L. solei heeft een relatief kortere snuit met achtenzestig tot zeventig procent van de schedellengte. De oogkas is relatief klein met vijftien tot zestien procent van de schedellengte. Het holotype telt vijftig presacrale wervels, het tweede exemplaar zevenenveertig. De bekkenbeenderen zijn vrij breed en niet vergroeid. Het opperarmbeen is asymmetrisch doordat de voorrand naar voren verbreed is. Er is geen goed ontwikkeld facet voor het voorste onderarmbeen. Het spaakbeen heeft geen inkeping op de voorrand. Een opening tussen spaakbeen en ellepijp ontbreekt.
L. moorei heeft typisch juveniele kenmerken zoals onvoltooide botfusie, een kortere snuit, een veel grotere oogkas en een spaakbeen zonder inkeping. Daarbij is het holotype ook in absolute zin klein met een schedellengte van slechts 328 millimeter. McGowan achtte het echter mogelijk dat het om een jongvolwassen dier ging van een apart taxon.

## Fylogenie
I. tenuirostris werd eerst in de Ichthyosauridae geplaatst. In 1934 zag Oskar Kuhn het als een lid van de Leptopterygiidae. In 1996 achtte McGowan Leptonectes een lid van de Temnodontosauridae, zonder exacte analyse. Maish vond in 1998 Leptonectes als lid van een klade Leptonectidae met Excalibosaurus en Eurhinosaurus. Een verschil met die geslachten is dat dat Leptonectes een duidelijke overbite mist.
Het volgende kladogram toont de positie in de evolutionaire stamboom.
|  | Leptonectes                                                      |
|  |                                                                  |
|  | \| \| Excalibosaurus \| \| \| \| \| \| Eurhinosaurus \| \| \| \| |
|  |                                                                  |
|  | Excalibosaurus                                                   |
|  |                                                                  |
|  | Eurhinosaurus                                                    |
|  |                                                                  |

|  | Excalibosaurus |
|  |                |
|  | Eurhinosaurus  |
|  |                |

|  | Leptonectes                                                      |
|  |                                                                  |
|  | \| \| Excalibosaurus \| \| \| \| \| \| Eurhinosaurus \| \| \| \| |
|  |                                                                  |
|  | Excalibosaurus                                                   |
|  |                                                                  |
|  | Eurhinosaurus                                                    |
|  |                                                                  |

|  | Excalibosaurus |
|  |                |
|  | Eurhinosaurus  |
|  |                |

|  | Suevoleviathan |
|  |                |
|  | Thunnosauria   |
|  |                |

|  | Leptonectes                                                      |
|  |                                                                  |
|  | \| \| Excalibosaurus \| \| \| \| \| \| Eurhinosaurus \| \| \| \| |
|  |                                                                  |
|  | Excalibosaurus                                                   |
|  |                                                                  |
|  | Eurhinosaurus                                                    |
|  |                                                                  |

|  | Excalibosaurus |
|  |                |
|  | Eurhinosaurus  |
|  |                |

|  | Leptonectes                                                      |
|  |                                                                  |
|  | \| \| Excalibosaurus \| \| \| \| \| \| Eurhinosaurus \| \| \| \| |
|  |                                                                  |
|  | Excalibosaurus                                                   |
|  |                                                                  |
|  | Eurhinosaurus                                                    |
|  |                                                                  |

|  | Excalibosaurus |
|  |                |
|  | Eurhinosaurus  |
|  |                |

|  | Suevoleviathan |
|  |                |
|  | Thunnosauria   |
|  |                |

|  | Leptonectes                                                      |
|  |                                                                  |
|  | \| \| Excalibosaurus \| \| \| \| \| \| Eurhinosaurus \| \| \| \| |
|  |                                                                  |
|  | Excalibosaurus                                                   |
|  |                                                                  |
|  | Eurhinosaurus                                                    |
|  |                                                                  |

|  | Excalibosaurus |
|  |                |
|  | Eurhinosaurus  |
|  |                |

|  | Leptonectes                                                      |
|  |                                                                  |
|  | \| \| Excalibosaurus \| \| \| \| \| \| Eurhinosaurus \| \| \| \| |
|  |                                                                  |
|  | Excalibosaurus                                                   |
|  |                                                                  |
|  | Eurhinosaurus                                                    |
|  |                                                                  |

|  | Excalibosaurus |
|  |                |
|  | Eurhinosaurus  |
|  |                |

|  | Suevoleviathan |
|  |                |
|  | Thunnosauria   |
|  |                |

|  | Leptonectes                                                      |
|  |                                                                  |
|  | \| \| Excalibosaurus \| \| \| \| \| \| Eurhinosaurus \| \| \| \| |
|  |                                                                  |
|  | Excalibosaurus                                                   |
|  |                                                                  |
|  | Eurhinosaurus                                                    |
|  |                                                                  |

|  | Excalibosaurus |
|  |                |
|  | Eurhinosaurus  |
|  |                |

|  | Leptonectes                                                      |
|  |                                                                  |
|  | \| \| Excalibosaurus \| \| \| \| \| \| Eurhinosaurus \| \| \| \| |
|  |                                                                  |
|  | Excalibosaurus                                                   |
|  |                                                                  |
|  | Eurhinosaurus                                                    |
|  |                                                                  |

|  | Excalibosaurus |
|  |                |
|  | Eurhinosaurus  |
|  |                |

|  | Suevoleviathan |
|  |                |
|  | Thunnosauria   |
|  |                |

## Levenswijze
In 2012 werd een specimen uit Street beschreven, CAMSM J 13579, met in het blok mede een skelet van een embryo, CAMSM J 13578. Het stuk komt uit de collectie van Thomas Hawkins en was in 1880 al eens beschreven door Harry Govier Seeley. Dergelijke vondsten zijn zeer zeldzaam. Het embryo had een geschatte lengte van eenentachtig centimeter, terwijl die bij de moeder 262 centimeter bedroeg. Het is aanvullend bewijs dat ichthyosauriërs levendbarend zijn.